# 彭福公園
彭福公園（英語：Penfold Park）位於香港新界沙田區沙田馬場跑道內圍中央，佔地逾20英畝，由香港賽馬會撥款興建及管理，於1979年5月落成時名為沙田馬場公園。1979年9月18日，當時的英皇御准香港賽馬會舉行週年大會後，宣布沙田馬場公園易名為彭福公園，以表彰即將卸任英皇御准香港賽馬會首任總經理的彭福，於任內對籌建沙田馬場及發展賽馬事業作出的貢獻。彭福公園為不少雀鳥棲息的地方，根據觀鳥人士所提供的資料，有逾67種野鳥在此棲息。

## 設施
- 人工湖
- 環湖小徑
- 中國式涼亭
- 兒童遊樂場
- 植物迷宮
- 動物園

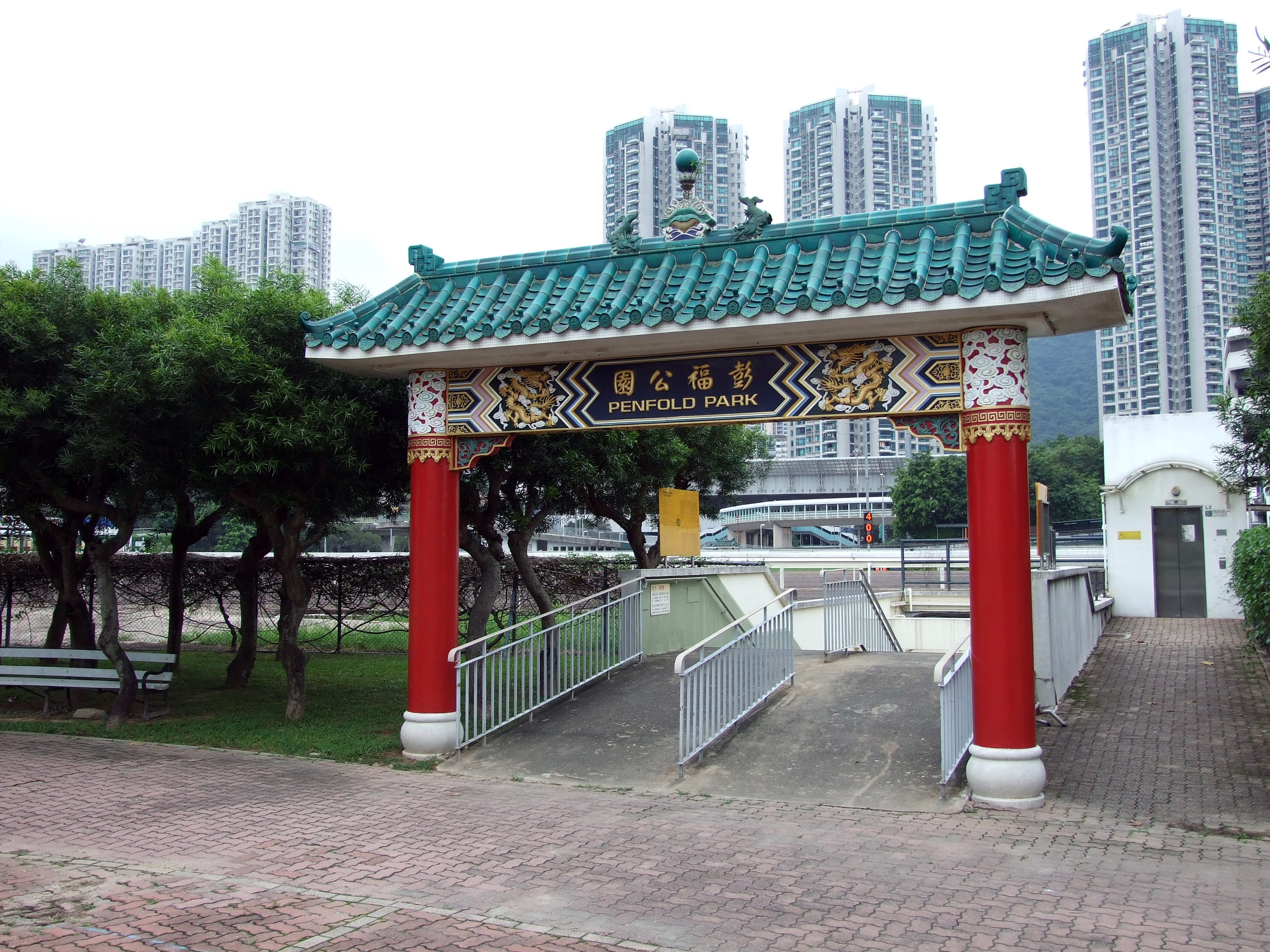
入口牌坊
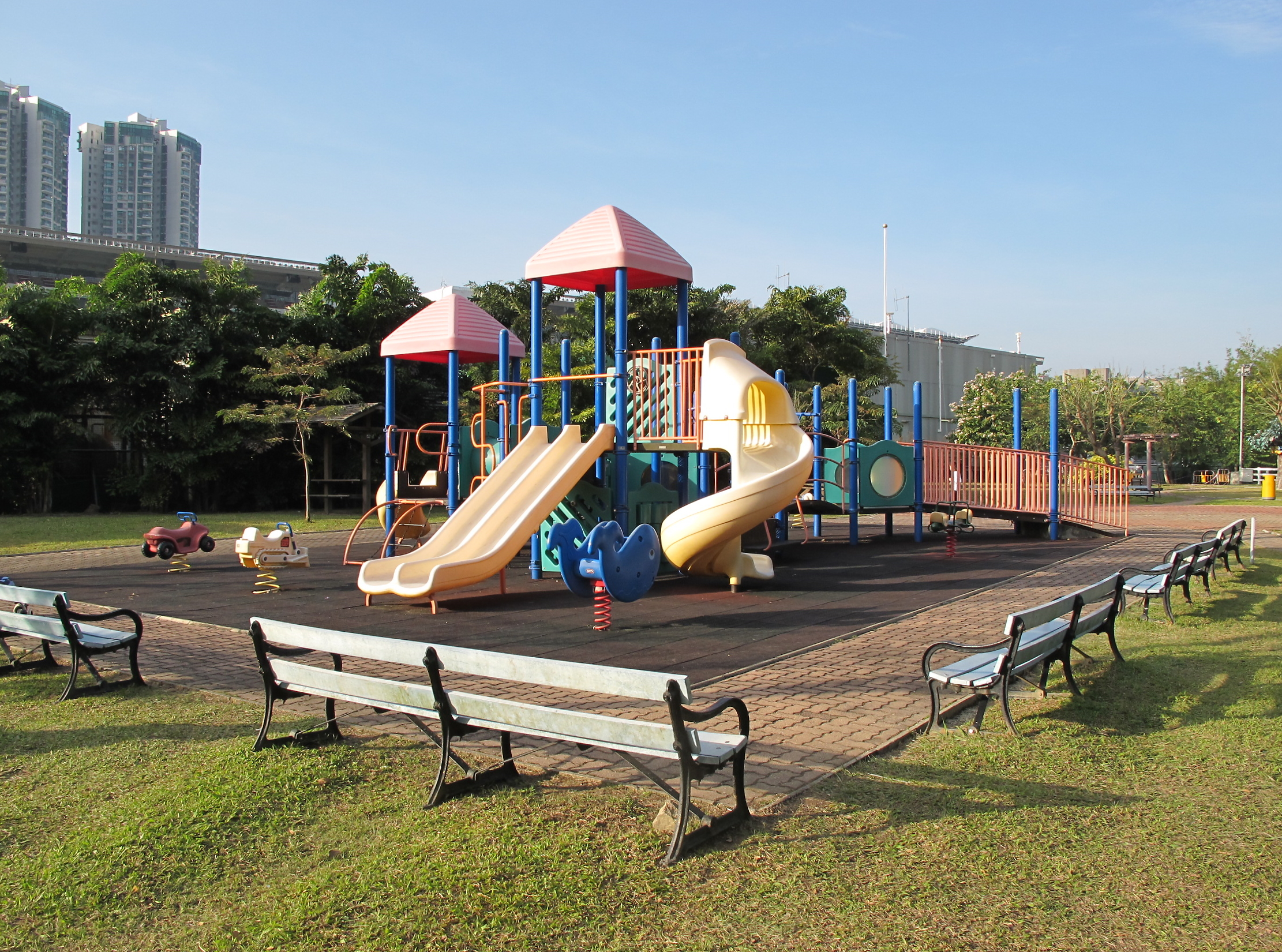
兒童遊樂場
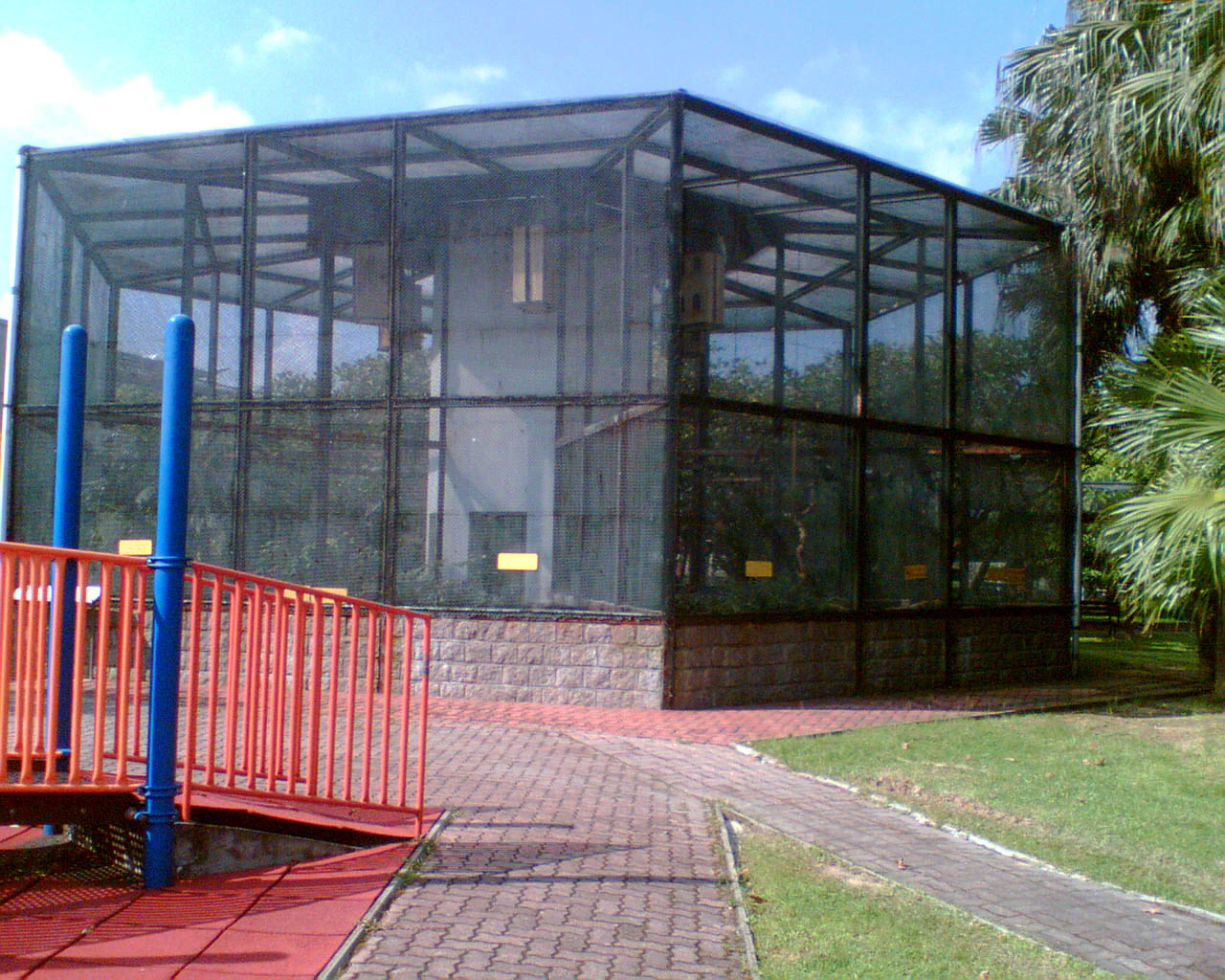
已拆卸的鸚鵡籠
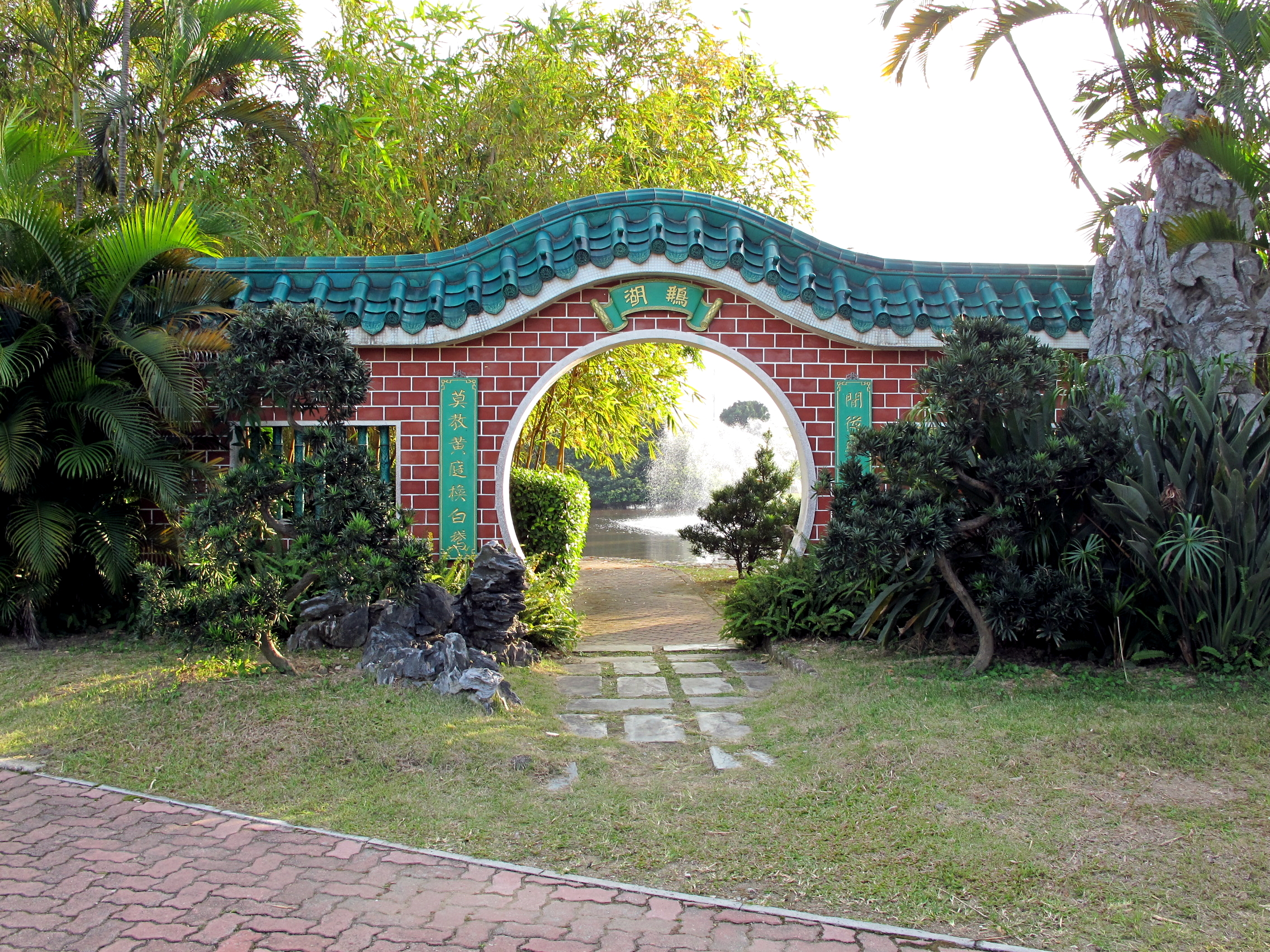
中國式園景
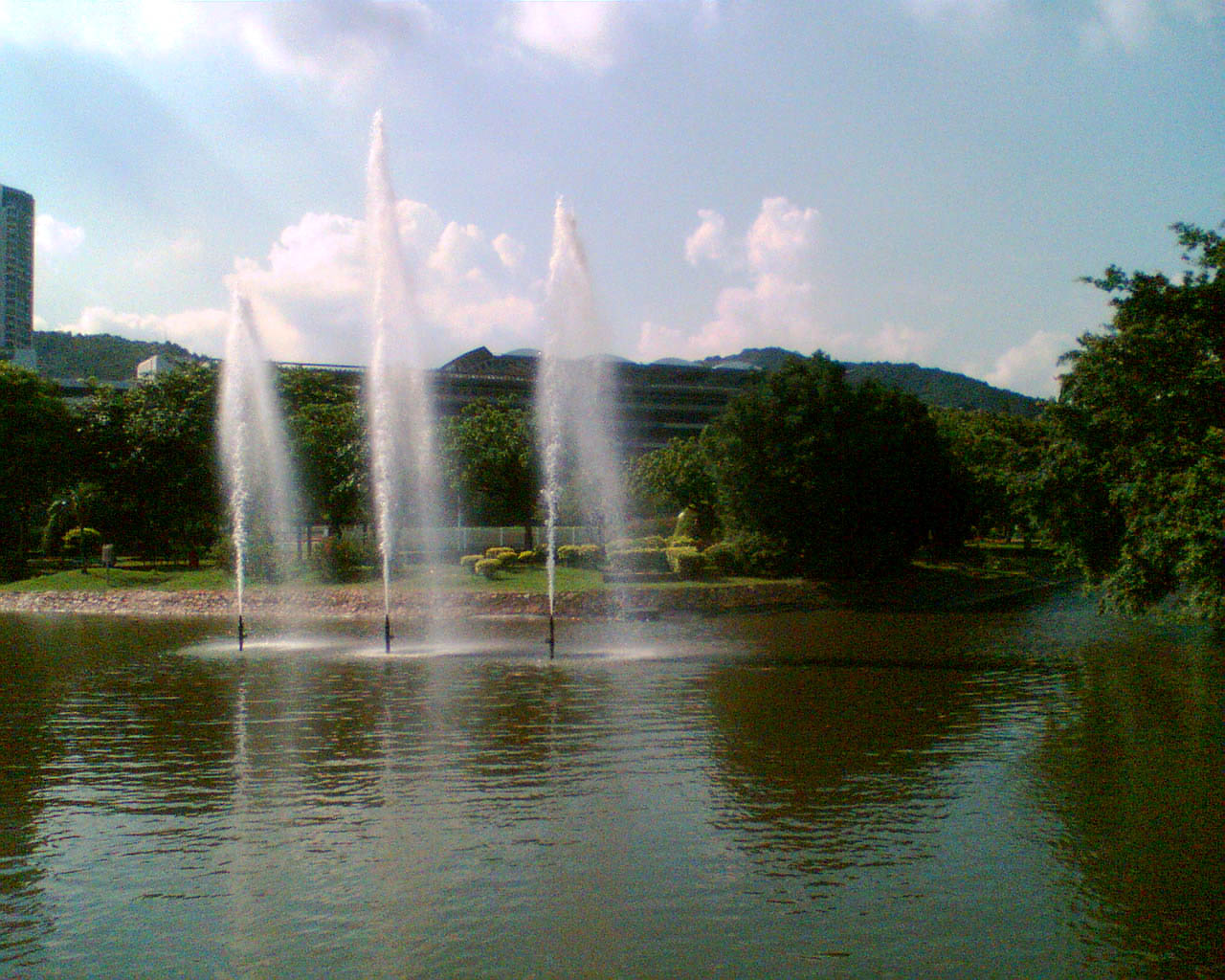
人工湖噴泉
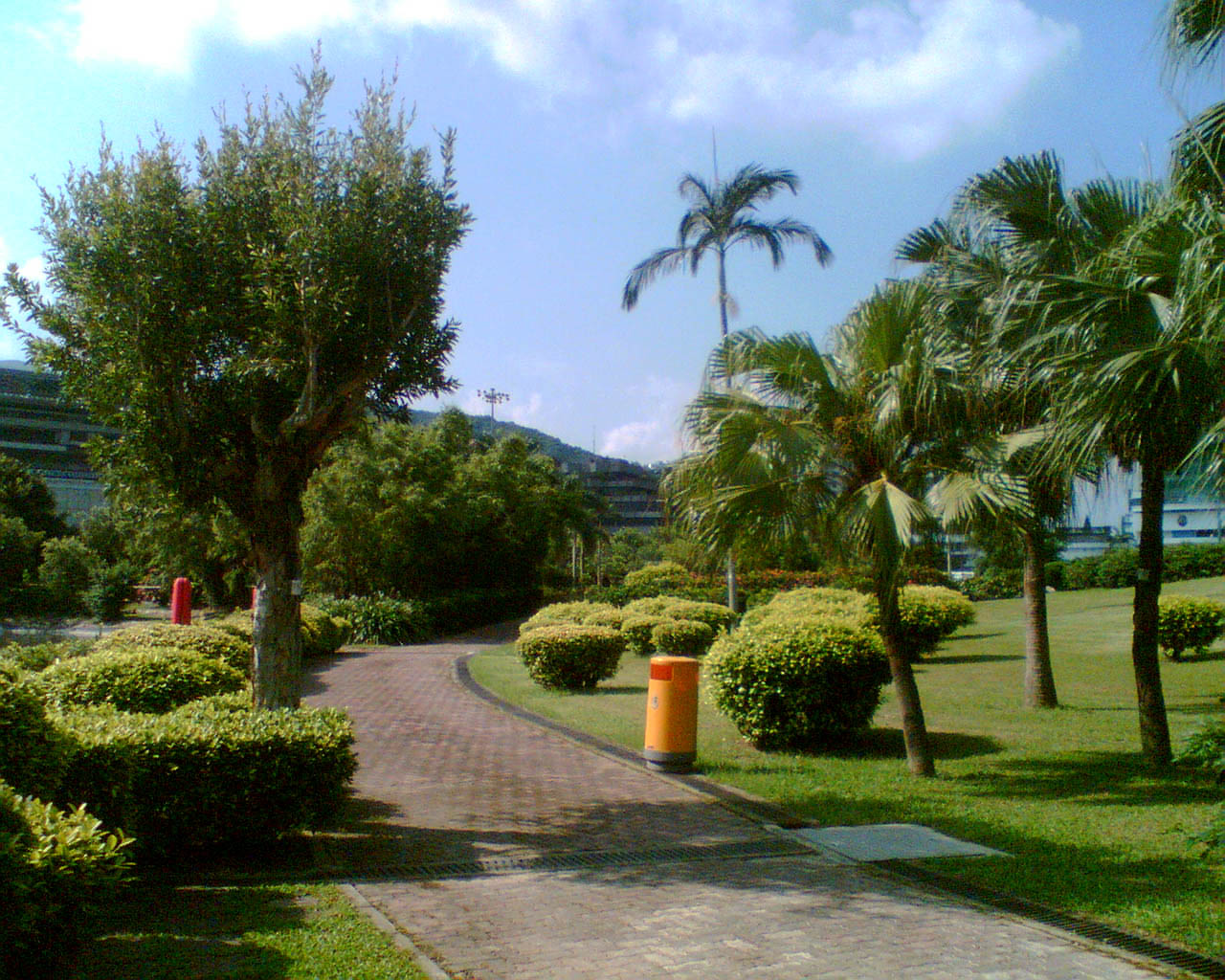
環湖小徑
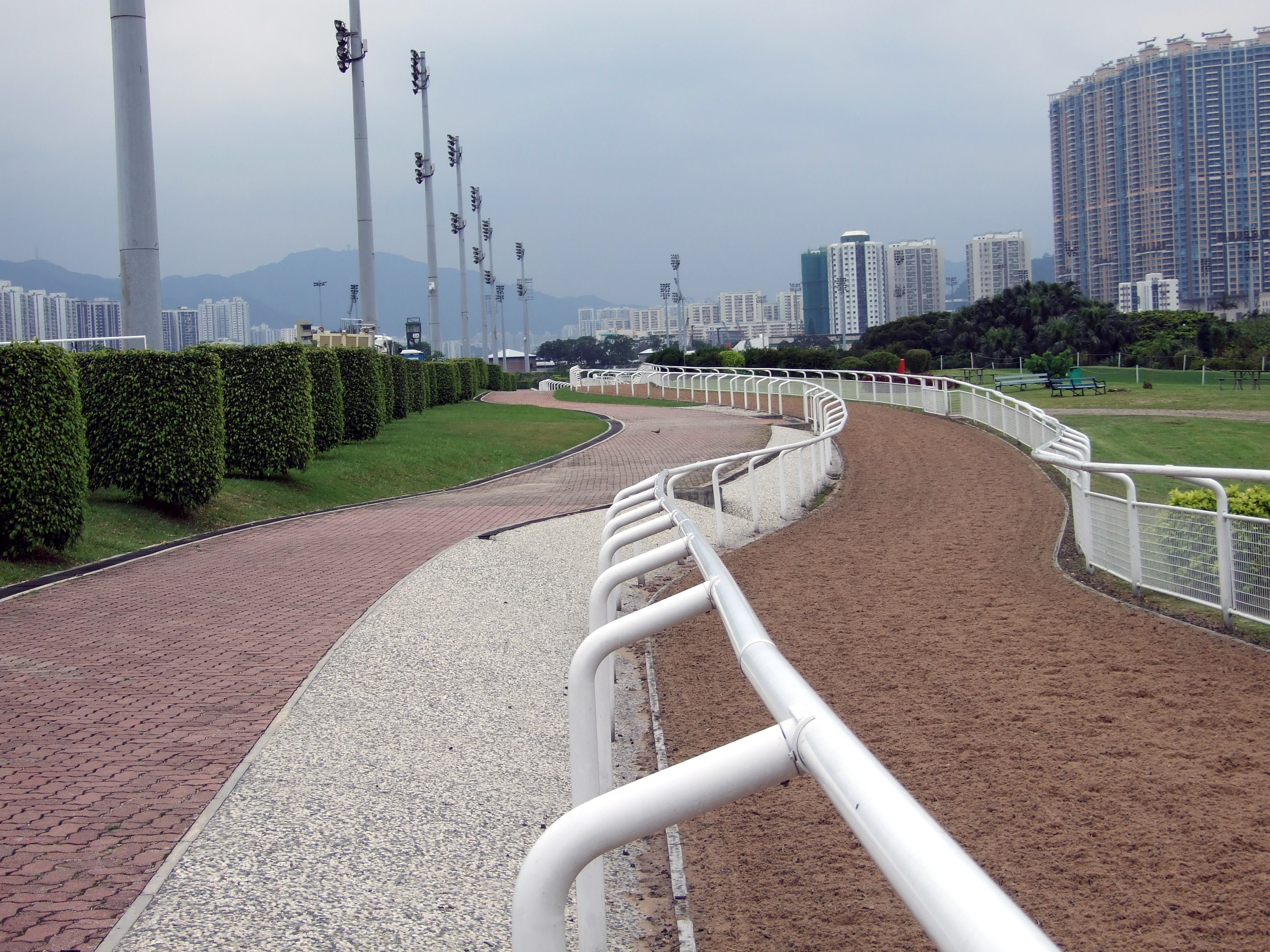
新環湖小徑

## 歷史
香港賽馬會於1997年為了慶祝香港回歸，邀請了近百間賽馬會的慈善捐款受惠機構各自繪畫一幅以「旋轉木馬」為主題的壁畫，並且將此批壁畫裝表，在連接沙田彭福公園及馬場的行人隧道內展出。

### 2008年奧運馬術項目
2008年夏季奧林匹克運動會馬術項目由香港主辦，就此有關單位徵用了彭福公園，將其更改興建成為隔離馬房及馬術練習場地。馬術項目結束後，於2009年1月17日重新開放予公眾使用，馬術項目的火盆亦永久擺設在彭福公園園內。
隨著香港賽馬活動水平的提高，為退役後的頂級馬王提供棲身場地的需要提高。香港賽馬會計劃在馬術項目結束後，更改興建彭福公園成為供予退役賽馬棲息的公園。

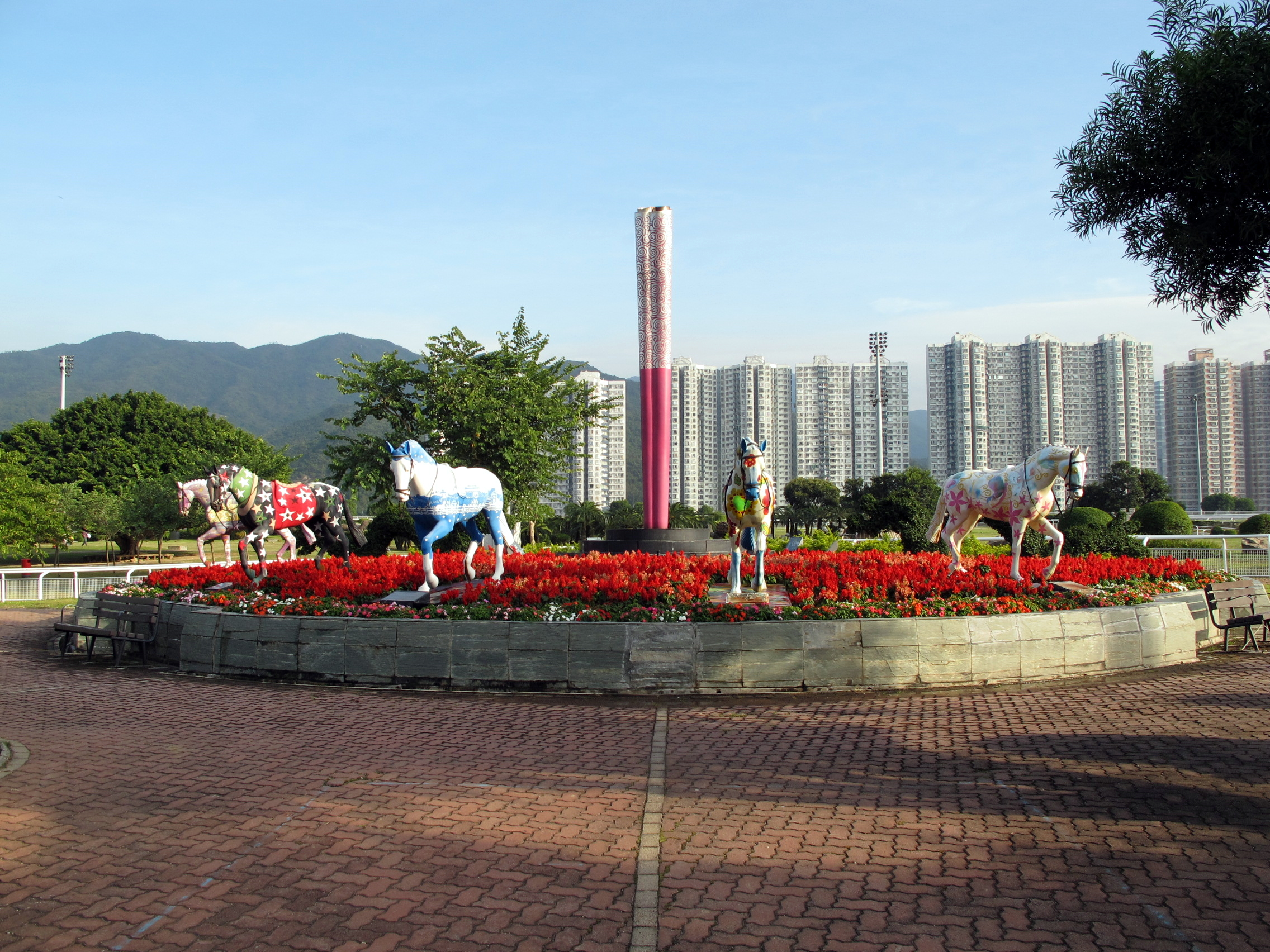
奧運馬術比賽聖火盆
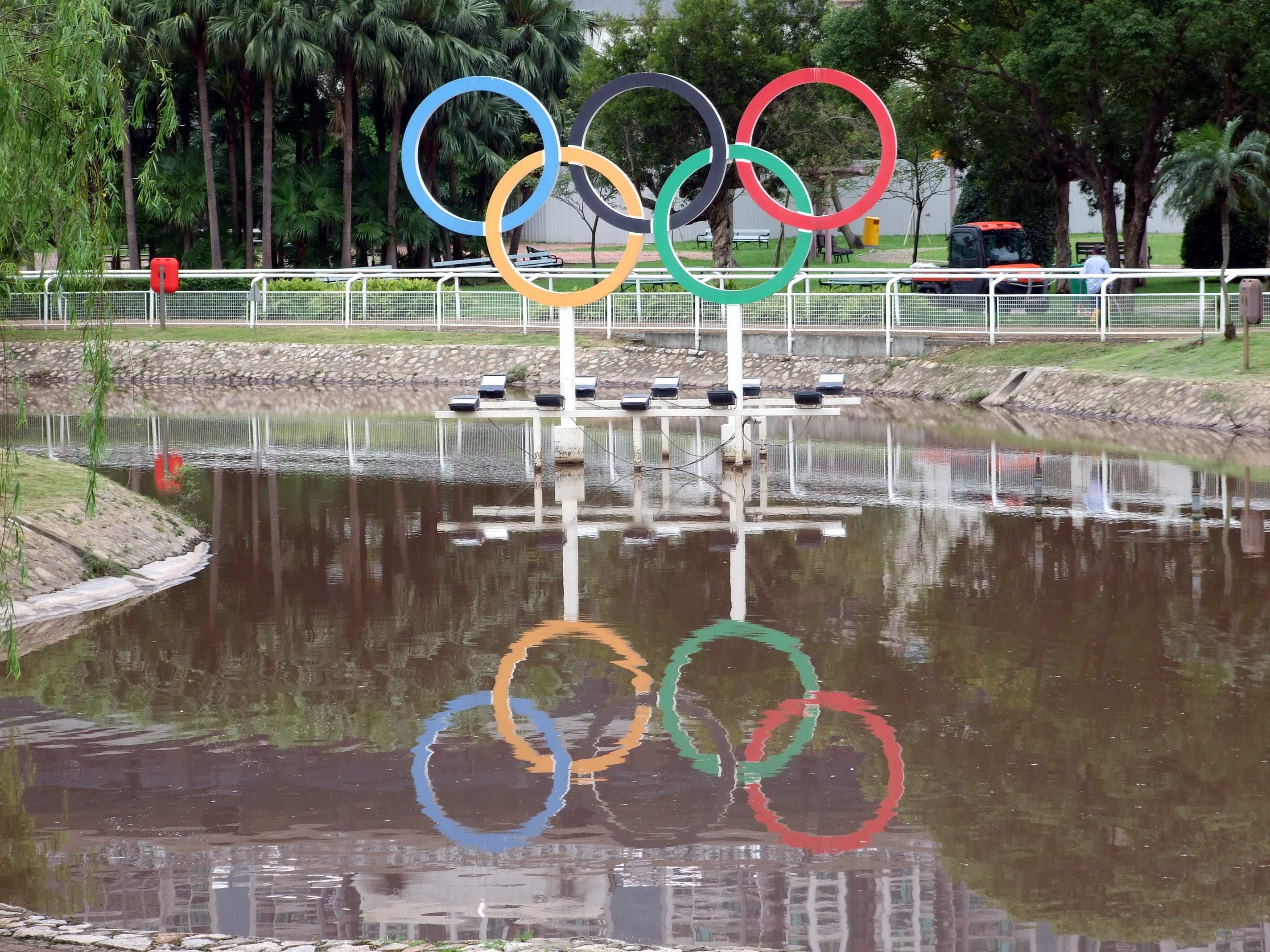
奧運五環標誌
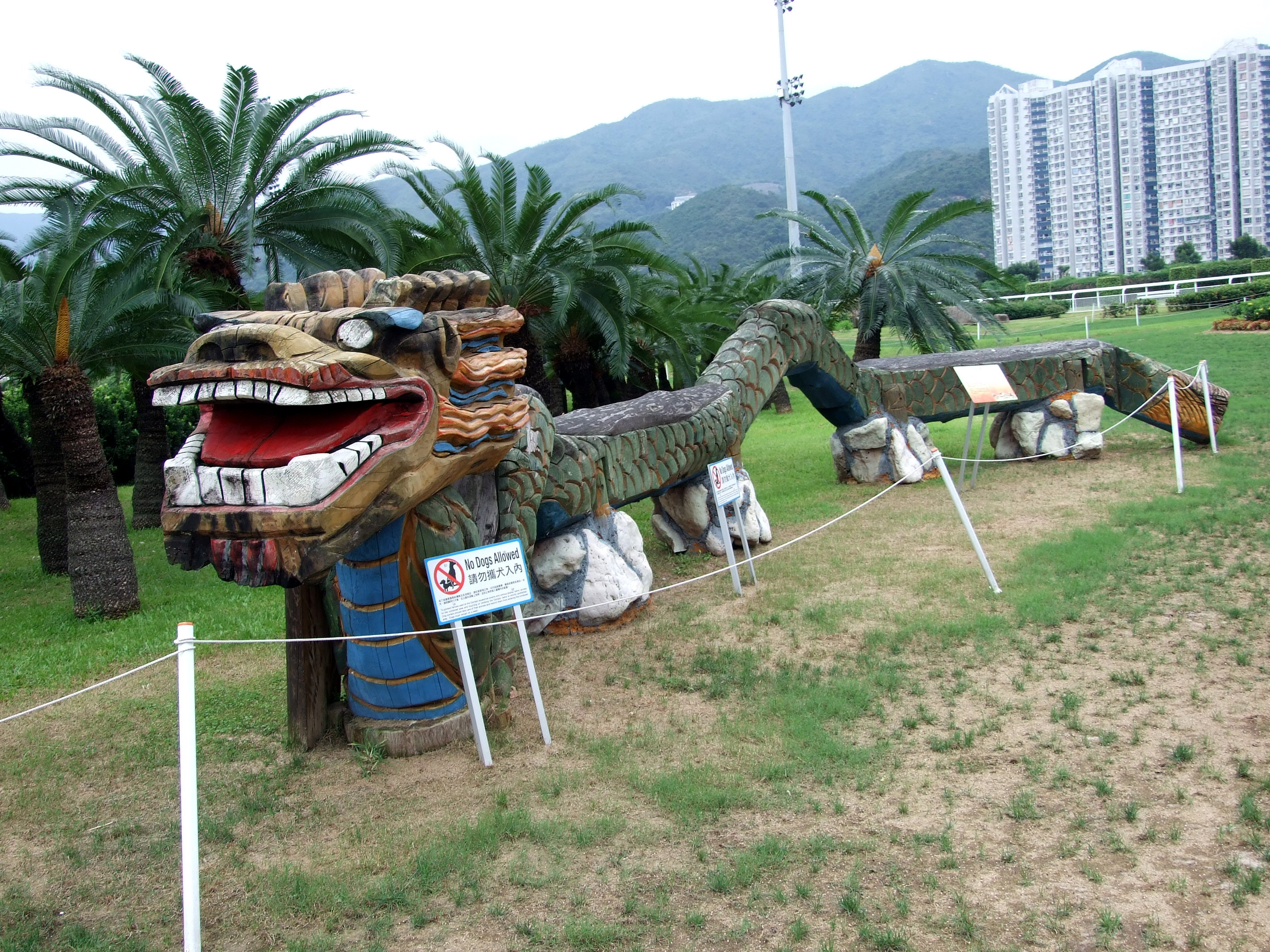
「卧龍」欄障
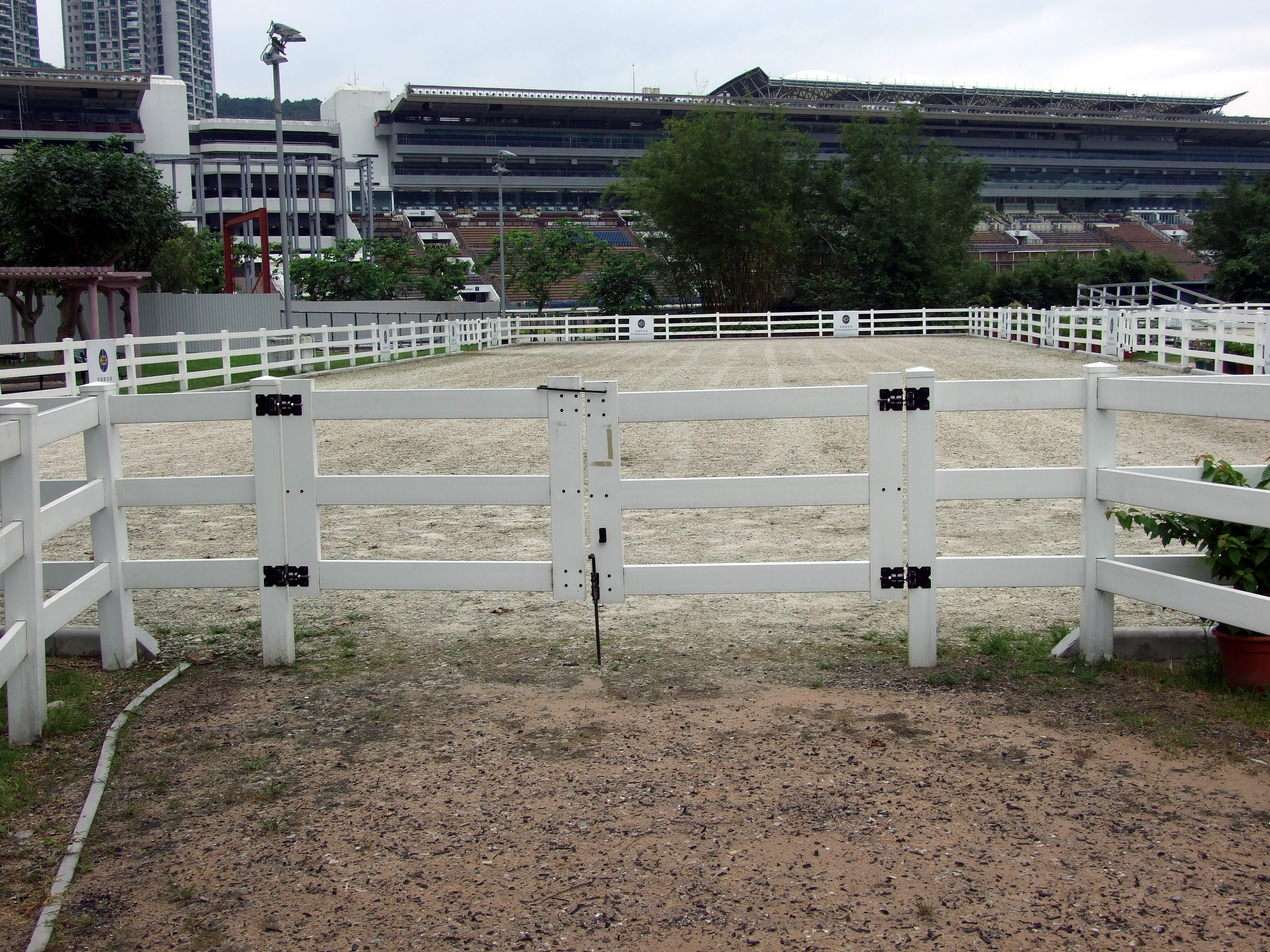
沙地練習場

## 開放時間
香港賽馬會於2015年9月22日宣佈延長彭福公園開放時間，新安排如下：
|                                                      | 夏季（五月至九月） | 冬季（十月至四月） |
| ---------------------------------------------------- | ------------------ | ------------------ |
| 沙田日馬賽事（一般為每年9月至翌年5月的星期六或日）   | 09:00-11:30        | 09:00-11:30        |
| 沙田黃昏馬賽事（一般為每年6月至7月中旬的星期六或日） | 09:00-14:00        | 09:00-14:00        |
| 沙田夜馬賽事（一般為星期三）                         | 09:00-17:00        | 09:00-17:00        |
| 非賽馬日 *試閘日則於09:30 開放 （一般為星期二及五）  | 09:00*-19:30       | 09:00*-18:30       |

## 外部連結
- 香港賽馬會—彭福公園 （页面存档备份，存于）

 维基共享资源上的相關多媒體資源：彭福公園